# Claes Elmstedt
Claes Yngve Elmstedt, född 31 mars 1928 i Ronneby, Blekinge län, död 14 februari 2018 i Karlskrona, var en svensk politiker (centerpartist).
Före inträdet i politiken var Claes Elmstedt lantbrukare, och drev eget lantbruk i Hulta i Ronneby 1956–1993. Han genomgick folkhögskola 1945–1947 och lantbruksskola 1947–1948. Han blev ledamot av riksdagens andra kammare 1965 och satt där fram till 1971 då han blev ledamot av enkammarriksdagen. Elmstedt var gruppledare för Centerpartiets riksdagsgrupp från 1979 till 1981 då han utsågs till 
kommunikationsminister i Thorbjörn Fälldins regering. Han satt på posten fram till regeringsskiftet 1982. Elmstedt blev kvar i riksdagen fram till 1984 då han utnämndes till landshövding i Gotlands län vilket han var fram till 1991.
I antologin Maktskifte (utgiven 2001), om de borgerliga regeringarna 1976–1982 (redigerad av Nils G. Åsling), pläderade han för en sammanslagning av Jordbruksverket och Glesbygdsverket till en ny gemensam myndighet.